# Peircy Brett
Sir Peircy Brett (1709 – 14. října 1781) byl britský admirál. V královském námořnictvu sloužil od roku 1725, později se prosadil jako účastník různých válečných konfliktů v Evropě a v koloniích. V roce 1753 byl povýšen do šlechtického stavu a byl mimo jiné dlouholetým členem Dolní sněmovny. V administraci námořnictva nakonec zastával funkci prvního námořního lorda (1766–1770) a v roce 1778 získal hodnost admirála.

## Životopis
Narodil se jako syn námořního důstojníka Peircyho Bretta a do Royal Navy vstoupil jako dobrovolník v roce 1725. V roce 1734 byl povýšen na poručíka a s admirálem Ansonem absolvoval plavbu kolem světa (zprávu o cestě zveřejnil Anson v roce 1748 a svými kresbami ji doplnil Brett). V roce 1743 jej Anson jmenoval kapitánem, povýšení ale potvrdila admiralita až o rok později. Během druhého jakobitského povstání bojoval v letech 1745–1746 u břehů Skotska proti Francouzům, poté se v rámci války o rakouské dědictví zúčastnil pod admirálem Ansonem bitvy u Finisterre. V roce 1752 na královské jachtě Royal Caroline přepravil krále Jiřího II. z Anglie do Německa, začež byl povýšen do šlechtického stavu s titulem Sir (1753).[zdroj?]
Na počátku sedmileté války se měl připojit k admirálu Boscawenovi v Karibiku a dostal pod velení zcela novou loď HMS Cambridge s 80 děly. Plavidlo mělo ale řadu technických problémů, navíc ve větším počtu onemocněla posádka, takže Brett nakonec zůstal v Anglii. Mezitím se stal také členem Dolní sněmovny a poslancem zůstal dvacet let (1754–1774). Zastupoval město Queenborough v Kentu a připojil se ke straně whigů, parlamentních debat se ale aktivně zúčastnil až po sedmileté válce. V roce 1762 byl povýšen na kontradmirála a po skončení sedmileté války sloužil ve Středozemním moři. V letech 1766–1770 zastával ve vládě 3. vévody z Graftonu funkci lorda admirality a jako nejvýše postavený námořní důstojník ve vládě byl zároveň prvním námořním lordem. V roce 1770 byl povýšen na viceadmirála (1770) a nakonec již mimo aktivní službu dosáhl hodnosti admirála (1778).
Z manželství s Henriettou Colbyovou měl dva syny, kteří zemřeli v dětství. Dcera Henrietta (1753–1845) se provdala za admirála Sira George Bowyera.